# Weidmann Holding

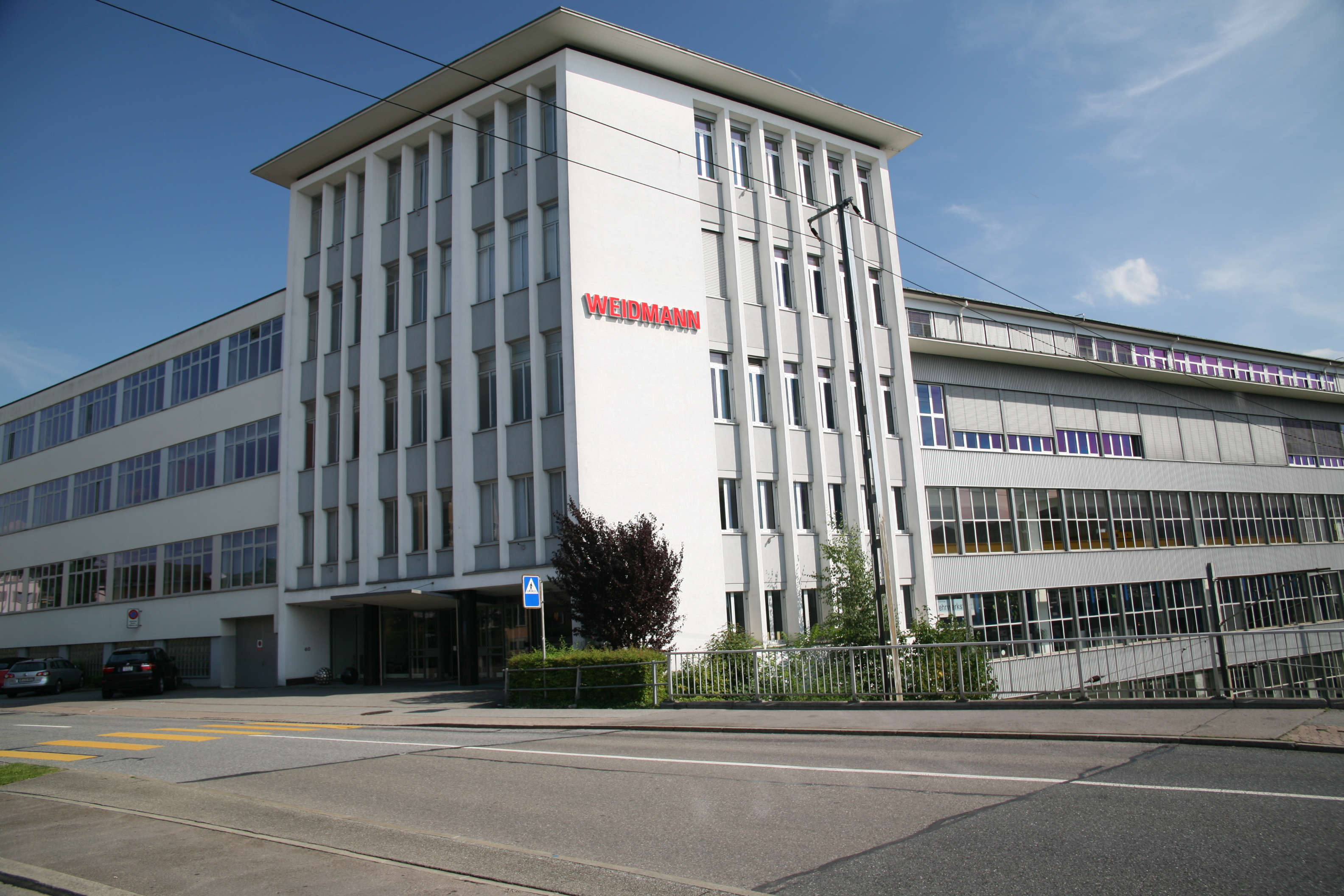
Hauptsitz in Rapperswil-Jona, Schweiz

Die Weidmann  Gruppe (früher Wicor) ist ein Schweizer Unternehmen für technische Produkte und Dienstleistungen für die Elektrotechnik, Medizin und Pharmazeutik sowie weiterer Industrien. Das Familienunternehmen verfügt weltweit über 30 Standorte, beschäftigte 2018 rund 3200 Mitarbeitende und erwirtschaftete im selben Jahr einen Umsatz von 367 Millionen Schweizer Franken.

## Tätigkeitsgebiet
Die Weidmann Gruppe entwickelt, produziert und vertreibt über ihre drei Unternehmensbereiche Weidmann Electrical Technology, Weidmann Medical Technology und Weidmann Fiber Technology  Isolationsmaterial, -komponenten und -systeme für Transformatoren, Spritzgusskomponenten für die Medizin- und Pharmaindustrie sowie mikrofibrillierte Zellulose für hochwertige und umweltfreundliche Anwendungen verschiedenster Branchen.

Luftbild der Firma H. Weidmann AG, Foto: Walter Mittelholzer, zwischen 1918 und 1937

## Geschichte
Das Unternehmen wurde 1877 von Heinrich Weidmann gegründet, der damals die stillgelegte Stadtmühle Rapperswil ersteigerte und darin seinen Betrieb einrichtete. Neben Pressspan in Platten und Rollen stellte er aus selbst entwickelten Kunststoffen Pressteile vorwiegend für die Elektrobranche her, unter anderem Schaltergriffe, Schalterkasten, Funkenlöscher und Magnetspulenkasten. Nach Weidmanns Tod 1914 ging das Unternehmen infolge an die beiden geschäftsführenden Prokuristen über, die es 1915 in die H. Weidmann Aktiengesellschaft umwandelten.
Als Folge des eben ausgebrochenen Ersten Weltkrieges fielen allerdings die Auslandmärkte aus, was das Unternehmen an den Rand des Ruins brachte. 1923 wurde es durch ein Konsortium unter der Leitung von Jean Tschudi–Klaesi, selber Eigentümer eines Unternehmens für Spezialkartone für nicht-elektrische Anwendungen in Ennenda, übernommen. Die nötige Sanierung und Neupositionierung des Unternehmens übertrug Jean Tschudi-Klaesi 1925 seinem Sohn Hans Tschudi-Faude. Ihm gelang es, die H. Weidmann AG als Hersteller der Isolations- und Kunststofftechnik zu positionieren.
1968 ging die Unternehmensleitung an Felix Tschudi-Hubacher über. Unter seiner Leitung wurde die familieneigene Tschudi & Cie. AG in die H. Weidmann AG integriert, das Unternehmen internationalisiert und zu einem globalen Konzern ausgebaut.
1997 wurden die Geschäftsaktivitäten im Bereich der Spezialkartone für nicht-elektrische Anwendungen der Tschudi & Cie. AG in Ennenda verkauft und das Firmengebäude zu einer neuen Produktionsstätte für Automobil- und später für Elektroisolationskomponenten umgebaut. Seit 2001 führt Franziska Tschudi Sauber als CEO das Familienunternehmen in vierter Generation. Neue Standorte in Europa (Ukraine, Türkei, Kroatien) und in Asien, insbesondere China, wurden aufgebaut.
2014, mit dem Verkauf des Bereichs Automotive & Industrial wird Weidmann Medical Technology zum eigenständigen Unternehmensbereich. 2016, mit der Gründung von Fiber Technology zur Herstellung von mikrofibrillierter Zellulose (MFC), geht ein weiterer/neuer Unternehmensbereich aus der Gruppe hervor.